# Tommy Lander
Thomas J. Lander (1875 - 1956) là một cầu thủ bóng đá người Anh từng thi đấu cho Burslem Port Vale đầu thế kỉ 20.

## Sự nghiệp thi đấu
Lander gia nhập Burslem Port Vale from Talke Alexandra vào tháng 3 năm 1897. Ông thi đấu 16 trận tại Second Division ở mùa giải 1898-99, nhưng chỉ đá 8 trận tại giải quốc nội mùa giải 1899-1900. Ông thi đấu 13 trận tại giải quốc nội và Cúp FA ở mùa giải 1900-01, và bàn thắng đầu tiên ở English Football League vào ngày 1 tháng 12, trong chiến thắng 3-2 trước Barnsley trên sân Athletic Ground. Ông có bàn thắng tiếp theo vào ngày 29 tháng 12, trong thất bại 3-2 trước Birmingham City tại Muntz Street. Ông thi đấu 25 trận quốc nội ở mùa giải 1901-02, trước khi bị giải phóng hợp đồng cuối mùa giải.

## Thống kê
Nguồn:
| Câu lạc bộ        | Mùa giải  | Hạng đấu        | Giải quốc nội | Giải quốc nội | Cúp FA  | Cúp FA    | Khác    | Khác      | Tổng    | Tổng      |
| Câu lạc bộ        | Mùa giải  | Hạng đấu        | Số trận       | Bàn thắng     | Số trận | Bàn thắng | Số trận | Bàn thắng | Số trận | Bàn thắng |
| ----------------- | --------- | --------------- | ------------- | ------------- | ------- | --------- | ------- | --------- | ------- | --------- |
| Burslem Port Vale | 1896-97   | Midland League  | 1             | 0             | 0       | 0         | 0       | 0         | 1       | 0         |
| Burslem Port Vale | 1897-98   | Midland League  | 0             | 0             | 0       | 0         | 0       | 0         | 0       | 0         |
| Burslem Port Vale | 1898-99   | Second Division | 16            | 0             | 1       | 0         | 5       | 0         | 22      | 0         |
| Burslem Port Vale | 1899-1900 | Second Division | 8             | 0             | 2       | 0         | 2       | 0         | 12      | 0         |
| Burslem Port Vale | 1900-01   | Second Division | 12            | 2             | 1       | 0         | 0       | 0         | 13      | 2         |
| Burslem Port Vale | 1901-02   | Second Division | 25            | 0             | 1       | 0         | 1       | 0         | 27      | 0         |
| Burslem Port Vale | Tổng      | Tổng            | 62            | 2             | 5       | 0         | 8       | 0         | 75      | 0         |